# Llista de topònims de Tuïr
Llista de topònims (noms propis de lloc) de Tuïr (Rosselló).
Informació actualitzada per un bot. Els canvis manuals es perdran quan s'actualitzi!

## château
| imatge | Nom                   | Ubicat a | instància de | Detalls                          | coordenades                                                           | Protecció | Commons (més fotos) | Dades a WD                    |
| ------ | --------------------- | -------- | ------------ | -------------------------------- | --------------------------------------------------------------------- | --------- | ------------------- | ----------------------------- |
|        | castell de Sau        | Tuïr     | château      | Arquitecte: Viggo Dorph-Petersen | 42° 38′ 56″ N, 2° 46′ 32″ E / 42.64875°N,2.77553°E mas de Sau         |           |                     | Modifica les dades a Wikidata |
|        | castell de les Colles | Tuïr     | château      |                                  | 42° 39′ 30″ N, 2° 45′ 24″ E / 42.65833333333333°N,2.756666666666667°E |           |                     | Modifica les dades a Wikidata |

## església
| imatge | Nom                                   | Ubicat a | instància de          | Detalls                                                            | coordenades                                                                                 | Protecció | Commons (més fotos)                       | Dades a WD                    |
| ------ | ------------------------------------- | -------- | --------------------- | ------------------------------------------------------------------ | ------------------------------------------------------------------------------------------- | --------- | ----------------------------------------- | ----------------------------- |
|        | La Mare de Déu de la Victòria de Tuïr | Tuïr     | església Ús: església | Estil: arquitectura romànica Dedicat a: Mare de Déu de la Victòria | 42° 38′ 00″ N, 2° 45′ 18″ E / 42.6332°N,2.75506°E Catalunya del Nord 110.8 msnm             |           | Église Notre-Dame de la Victoire de Thuir | Modifica les dades a Wikidata |
|        | Sant Francesc d'Assís de Tuïr         | Tuïr     | església              | Dedicat a: Francesc d'Assís                                        | 42° 37′ 54″ N, 2° 44′ 58″ E / 42.6317222222°N,2.74955555556°E Catalunya del Nord 112.9 msnm |           | Église Saint-François-d'Assise de Thuir   | Modifica les dades a Wikidata |
|        | Sant Joan de Tuïr                     | Tuïr     | església Ús: capella  | Estil: neogòtic                                                    | 42° 38′ 00″ N, 2° 45′ 13″ E / 42.6334722222°N,2.75358333333°E Catalunya del Nord 104 msnm   |           | Chapelle Saint-Jean de Thuir              | Modifica les dades a Wikidata |
|        | Sant Sebastià de Tuïr                 | Tuïr     | església Ús: església |                                                                    | 42° 37′ 45″ N, 2° 45′ 36″ E / 42.6292222222°N,2.75988888889°E Catalunya del Nord 104.2 msnm |           | Chapelle Saint-Sébastien de Thuir         | Modifica les dades a Wikidata |
|        | la Pietat                             | Tuïr     | església Ús: capella  |                                                                    | 42° 38′ 23″ N, 2° 45′ 44″ E / 42.639638888889°N,2.76225°E Catalunya del Nord 96.5 msnm      |           | Chapelle Notre-Dame-de-la-Piété de Thuir  | Modifica les dades a Wikidata |

## instal·lació
| imatge | Nom                     | Ubicat a | instància de                          | Detalls | coordenades                                                                                                 | Protecció | Commons (més fotos) | Dades a WD                    |
| ------ | ----------------------- | -------- | ------------------------------------- | ------- | --- | --------- | ------------------- | ----------------------------- |
|        | Palauda Park            | Tuïr     | instal·lació                          |         | |           | Parc Palauda        | Modifica les dades a Wikidata |
|        | casa de la vila de Tuïr | Tuïr     | instal·lació Ús: seu del govern local |         | 42° 37′ 57″ N, 2° 45′ 22″ E / 42.6324988068097°N,2.75618787707878°E fr:30 BD LEON JEAN GREGORY, 66300 THUIR |           | Town hall of Thuir  | Modifica les dades a Wikidata |

## masia
| imatge | Nom               | Ubicat a | instància de | Detalls | coordenades                                                           | Protecció | Commons (més fotos) | Dades a WD                    |
| ------ | ----------------- | -------- | ------------ | ------- | --------------------------------------------------------------------- | --------- | ------------------- | ----------------------------- |
|        | mas de Sau        | Tuïr     | masia        |         | 42° 38′ 57″ N, 2° 46′ 32″ E / 42.64915909091466°N,2.775608897209168°E |           |                     | Modifica les dades a Wikidata |
|        | mas de les Colles | Tuïr     | masia        |         | 42° 39′ 32″ N, 2° 45′ 24″ E / 42.65884482307555°N,2.756774425506592°E |           |                     | Modifica les dades a Wikidata |

## Misc
| imatge | Nom                                  | Ubicat a                  | instància de           | Detalls                | coordenades                                                                            | Protecció                                                           | Commons (més fotos)                         | Dades a WD                    |
| ------ | ------------------------------------ | ------------------------- | ---------------------- | ---------------------- | -------------------------------------------------------------------------------------- | ------------------------------------------------------------------- | ------------------------------------------- | ----------------------------- |
|        | Alous de Tuïr                        | Tuïr                      | alou                   |                        | 42° 37′ 59″ N, 2° 45′ 26″ E / 42.63305556°N,2.75722222°E                               |                                                                     |                                             | Modifica les dades a Wikidata |
|        | Caves Byrrh                          | Tuïr                      | celler                 |                        | 42° 38′ 04″ N, 2° 45′ 25″ E / 42.634419°N,2.75696°E                                    | monument inventariat en risc a França monument històric inventariat |                                             | Modifica les dades a Wikidata |
|        | Mare de Déu de l'Esperança           | Tuïr                      | capella                |                        | 42° 37′ 37″ N, 2° 44′ 35″ E / 42.627027777778°N,2.7431111111111°E 138.5 msnm           |                                                                     | Chapelle Notre-Dame-de-l'Espérance de Thuir | Modifica les dades a Wikidata |
|        | Pedrera departamental de Tuïr        | Tuïr Santa Coloma de Tuïr | pedrera                |                        | 42° 37′ 18″ N, 2° 43′ 49″ E / 42.621639°N,2.730306°E 197.5 msnm                        |                                                                     |                                             | Modifica les dades a Wikidata |
|        | Thuir                                | Tuïr                      | estació de ferrocarril |                        | 42° 37′ 58″ N, 2° 45′ 32″ E / 42.632819°N,2.758817°E                                   |                                                                     |                                             | Modifica les dades a Wikidata |
|        | Vila fortificada de Tuïr             | Tuïr                      | vila closa             |                        | 42° 38′ 00″ N, 2° 45′ 18″ E / 42.633308°N,2.755064°E                                   |                                                                     |                                             | Modifica les dades a Wikidata |
|        | Vil·la Palauda                       | Tuïr                      | vil·la                 |                        | 42° 38′ 12″ N, 2° 45′ 33″ E / 42.6367°N,2.7592°E fr:9004, avenue du Docteur-Ecoiffier  | monument històric inventariat                                       | Villa Palauda                               | Modifica les dades a Wikidata |
|        | avinguda del Rosselló                | Tuïr                      | carrer                 |                        |                                                                                        |                                                                     |                                             | Modifica les dades a Wikidata |
|        | cementiri de Tuïr                    | Tuïr                      | cementiri              |                        | 42° 38′ 07″ N, 2° 45′ 08″ E / 42.6352°N,2.7522°E                                       |                                                                     |                                             | Modifica les dades a Wikidata |
|        | monument als morts de guerra de Tuïr | Tuïr                      | memorial de guerra     | Creador: Gustau Violet | 42° 38′ 08″ N, 2° 45′ 08″ E / 42.6356°N,2.7522°E fr:Avenue Maréchal Joffre 66300 Thuir | monument històric inventariat                                       |                                             | Modifica les dades a Wikidata |